# Federazione cestistica della Turchia
La Türkiye Basketbol Federasyonu (acronimo TBF) è l'ente che controlla e organizza la pallacanestro in Turchia.
La federazione gestisce ed organizza inoltre le attività delle nazionali turche. Ha sede ad Istanbul e l'attuale presidente è Hedo Türkoğlu.
È affiliata alla FIBA dal 1936 e organizza il campionato di pallacanestro turco.